# Stade Pierre-Delort
Le stade Delort est un stade multi-fonctions qui accueille des matchs de rugby, des épreuves d’athlétisme et les matchs des Blue Stars de Marseille. Il se trouve au 72 rue Raymond Teissere à Marseille. Il se situe entre le Stade Vélodrome et l’Huveaune .

## Histoire
En 2015, la reconfiguration du stade (15 millions d'euros de travaux), avec en parallèle les travaux du Stade Vélodrome, permet de valoriser ce secteur de la ville et de grouper à la fois le Stade Vélodrome, le Palais des Sports et le Stade Delort.
Cette enceinte peut accueillir des rencontres de rugby, des épreuves d'athlétisme, et des matchs de football américain. Toutefois, ce stade n'est pas homologué pour la pratique du football. En effet, les dimensions de la pelouse (105m X 63m), ne sont pas aux normes de la FFF (105m X 68m), et ne permettent donc pas la pratique du football de haut niveau.
Le stade Delort est inauguré le 6 juin 2015 à l'occasion du Meeting d'athlétisme "Pro Athlé Tour", en présence notamment d'Asafa Powell et Christophe Lemaitre.
Les principales caractéristiques de ce stade sont la présence d'un terrain de rugby doté d'une pelouse naturelle et homologué pour recevoir les compétitions de rugby de niveau Pro D2, d'une piste d'athlétisme autour du carré vert et de trois tribunes couvertes d'une capacité totale de 5 000 places assises. Pour être plus précis, le stade est doté d'une tribune principale d'une capacité de 2 300 places assises comprenant les hospitalités, les vestiaires, les loges, et les bureaux. Il y a en outre deux tribunes couvertes métalliques modulaires de 1 200 à 1 300 places assises localisées pour la première au niveau du virage Est du stade et pour la seconde au niveau du virage Ouest. La capacité peut passer ponctuellement de 5 000 à 15 000 places si besoin.
Le stade accueille les matchs des Blue Stars de Marseille et du Rugby Club Stade phocéen.
L’exploitation de cet ouvrage est assurée par la Ville de Marseille .

## Événements
- Athlétisme : Meeting d'athlétisme de Marseille, DécaNation 2016, Championnats de France 2017 ;
- Football américain : Matchs des Blue Stars de Marseille ;
- Rugby à XIII : demi-finales de la Coupe de France 2024 ;
- Rugby à XV : Repêchage des qualifications pour la Coupe du monde 2019, phase finale de la Coupe d'Afrique de rugby à XV 2021-2022.